# Jyllands-Posten
Il Morgenavisen Jyllands-Posten (pronuncia: ˈmɒːˀn̩æˌʋiːˀsn̩ ˈjylænsˌpʌsdn̩) è uno dei principali quotidiani danesi; fu fondato il 2 ottobre 1871.
Nel 2005 la pubblicazione, da parte del quotidiano, di alcune caricature di Maometto provocò una grave crisi diplomatica internazionale fra l'Occidente e i Paesi arabi.